# Loïs Diony
Loïs Diony (ur. 20 grudnia 1992 w Mont-de-Marsan) – francuski piłkarz grający na pozycji środkowego napastnik. Od 2021 występuje w FK Crvena zvezda, dokąd jest wypożyczony z Angers SCO.

## Kariera klubowa
Od 2004 szkolił się w szkółce piłkarskiej Girondins Bordeaux. Rozpoczął swoją karierę zawodową w Evian TG. 29 stycznia 2014 roku podpisał kontrakt z Dijon FCO. 7 lipca 2017 roku podpisał 4-letni kontrakt z pierwszoligowym AS Saint-Étienne. W 2018 roku był z niego wypożyczony do Bristol City. W 2020 przeszedł do Angers SCO. W 2021 został wypożyczony do FK Crvena zvezda.
| Sezon   | Klub             | Kraj    | Rozgrywki        | Mecze | Bramki | Rozgrywki Europy | Mecze | Bramki |
| ------- | ---------------- | ------- | ---------------- | ----- | ------ | ---------------- | ----- | ------ |
| 2012/13 | FC Nantes        | Francja | Ligue 2          | 1     | 0      | –                | –     | –      |
| 2013/14 | Stade Montois    | Francja | CFA              | 13    | 8      | –                | –     | –      |
| 2013/14 | Dijon FCO        | Francja | Ligue 2          | 10    | 3      | –                | –     | –      |
| 2014/15 | Dijon FCO        | Francja | Ligue 2          | 33    | 3      | –                | –     | –      |
| 2015/16 | Dijon FCO        | Francja | Ligue 2          | 29    | 11     | –                | –     | –      |
| 2016/17 | Dijon FCO        | Francja | Ligue 1          | 35    | 11     | –                | –     | –      |
| 2017/18 | AS Saint-Étienne | Francja | Ligue 1          | 16    | 0      | –                | –     | –      |
| 2017/18 | Bristol City     | Anglia  | EFL Championship | 7     | 0      | –                | –     | –      |
| 2018/19 | AS Saint-Étienne | Francja | Ligue 1          | 30    | 5      | –                | –     | –      |
| 2019/20 | AS Saint-Étienne | Francja | Ligue 1          | 12    | 2      | Liga Europy UEFA | 1     | 0      |
| 2020/21 | Angers SCO       | Francja | Ligue 1          | 36    | 5      | –                | –     | –      |

Stan na: koniec sezonu 2020/2021